# Droga I/36 (Czechy)
Droga krajowa 36 (cz. Silnice I/36) – droga krajowa w Czechach. Arteria łączy Pardubice z autostradą D11 w rejonie miasteczka Chlumec nad Cidlinou. Między Pardubicami, a Lázně Bohdaneč drogą biegnie linia trolejbusowa.